# Râșca (Cluj)
Râşca è un comune della Romania di 1 650 abitanti, ubicato nel distretto di Cluj, nella regione storica della Transilvania. 
Il comune è formato dall'unione di 5 villaggi: Dealu Mare, Lăpuștești, Mărcești, Râșca, Stațiunea Fântânele.